# Комполе
Комполе (словен. Kompole) је насељено место у општини Шторе, Савињска регија, Словенија.

## Историја
До територијалне реорганизације у Словенији било је у саставу старе општине Цеље.

## Становништво
У попису становништва из 2011. године, Комполе је имало 492 становника.
| Број становника према пописима | Број становника према пописима | Број становника према пописима |
| ------------------------------ | ------------------------------ | ------------------------------ |
| 1991                           | 2002                           | 2011                           |
| 567                            | 510                            | 492                            |

Напомена: Године 1953. увећан за део некадашњег насеља Свети Ловренц при Прожину које је укинуто. Године 1984. умањено за део насеља који је припојен насељу Шторе. Године 1992. умањено за делове насеља који су припојени насељима Лашка вас при Шторах и Шторе и за део насеља који је проглашен за самостално насеље Драга.